# Francisco Melitón Vargas y Gutiérrez
Francisco Melitón Vargas y Gutiérrez (* 9. März 1822 in Ahualulco, Jalisco; † 14. September 1896 in Tlaxcala) war ein mexikanischer Geistlicher und römisch-katholischer Bischof von Tlaxcala.

## Leben
Francisco Melitón Vargas y Gutiérrez empfing am 10. Februar 1850 das Sakrament der Priesterweihe für das Erzbistum Guadalajara.
Am 15. März 1883 ernannte ihn Papst Leo XIII. zum Bischof von Colima. Der Erzbischof von Michoacán, José Ignacio Árciga Ruiz de Chávez, spendete ihm am 27. Mai desselben Jahres in der Kathedrale Asunción de María Santísima in Guadalajara die Bischofsweihe; Mitkonsekrator war der Bischof von Ciudad Victoria-Tamaulipas, Giuseppe Ignazio Eduardo Sánchez Camacho. Die Amtseinführung fand am 27. Juni 1883 statt. Leo XIII. ernannte ihn am 1. Juni 1888 zum Bischof von Tlaxcala. Am 2. September desselben Jahres erfolgte die Amtseinführung.